# Kanton Aubervilliers-Est
Kanton Aubervilliers-Est (fr. Canton d'Aubervilliers-Est) je francouzský kanton v departementu Seine-Saint-Denis v regionu Île-de-France. Tvoří ho pouze východní část města Aubervilliers.